# Олександрійська дитяча художня школа
Олександрійська дитяча художня школа — державних художній навчальний заклад для дітей в місті Олександрія.

## Історія
Олександрійська дитяча художня школа створена згідно з рішенням Олександрійської міської ради № 406 від 26 липня 1973 р. Вона перебуває в комунальній власності й підпорядкована управлінню культури і туризму Олександрійської міської ради.
За перші 36 років існування художню школу закінчили 697 учнів з яких 190 учнів продовжили навчання в навчальних закладах України та закордону, пов'язаних з образотворчим мистецтвом по спеціальностях.
Тривалий час школа займала займала напівпідвальне приміщення в житловому будинку по Софіївської вулиці. 2001 року вона переїхала в приміщення колишнього дитячого садка по Бульварної вулиці.

## Загальна інформація
В дитячій художній школі щорічно навчається близько 110—120 учнів з різних шкіл Олександрії та району. Строк навчання в школі кількаразово змінювався й нині становить чотири роки, протягом яких учні вивчають академічний рисунок та живопис, станкову та декоративну композицію, скульптуру та історію образотворчого мистецтва.
Протягом десятків років учнів школи беруть участь в міжнародних, всеукраїнських, обласних та міських фестивалях, конкурсах дитячої творчості і здобули нагороди: медалі, дипломи, грамоти, подяки тощо.

## Викладачі
Серед викладачів школи є помітні художники. Це, наприклад, її організатор і незмінний директор від часу створення школи Степан Ніколаєнко, та іконописець Олександр Охапкін.